# Kastaars! 2023
De Kastaars! 2023 is de tweede editie van de Vlaamse mediaprijzen. De uitreiking was te zien op VTM, VRT 1, Play4 en op hun streamingkanalen zoals VTM GO en VRT MAX. De show vond plaats op 27 januari 2024 in het Studio 100 Pop-Up Theater te Puurs. Het publiek koos de winnaars uit een tiental genomineerden. Daarnaast kozen vertegenwoordigers uit de verschillende mediahuizen en Streamz drie juryprijzen uit: de Doorbraakprijs, Carrièreprijs en een prijs die op 8 januari uitgereikt werd: Godvergeten wint de impactprijs. 
Nieuw dit jaar was dat winnaars van vorig jaar niet meer genomineerd kunnen worden in de categorie waarin ze al eens eerder wonnen.

## Genomineerden
| Categorie                   | Winnaar                    | Genomineerden | Uitgereikt door                                                |                 |
| Publieksprijzen             | Publieksprijzen            | Publieksprijzen | Publieksprijzen                                                | Publieksprijzen |
| --------------------------- | -------------------------- | --- | -------------------------------------------------------------- | --------------- |
| Televisieprogramma van 2023 | Down the Road (VRT 1)      | Shortlist De Verhulstjes (Play4) De Verraders (VTM) Vrede op Aarde (VRT 1) Overige genomineerden The Masked Singer (VTM) Expeditie Gooris (VTM 2) Blind Getrouwd (VTM) Het Huis (VRT 1) Factcheckers (VRT 1) James De Musical (Play4) Blind Gekocht (Play4) De Slimste Mens ter Wereld (Play4) Zillion, The Lost Tapes (Streamz) Belgium's Next Top Model (Streamz) | James Cooke Ruth Beeckmans                                     |                 |
| Radioprogramma van 2023     | Sven & Anke (Joe)          | Shortlist Vincent Live (Qmusic) Team Ochtend (Play Nostalgie) De Zoete Inval (Radio 2) Overige genomineerden Liesa & Larissa Live (Play Nostalgie) Gillis & Goovaerts (MNM) De Afrekening (Studio Brussel) Tomas De Soete (Willy) #weetikveel (Radio 1) Q-Top 40 (Qmusic)                                                                                           |                                                                |                 |
| Online persoonlijkheid      | Elisabeth Lucie Baeten     | Shortlist Acid Elodie Gabias Lorentia Veppi Overige genomineerden Aaron De Groeve Anastasya Chernook Bert De Kock Celine & Michiel Chris Lozanzo Elias Verwilt Gerben Tuerlinckx Jamie-Lee Six Jonatan Medart Nour & Fatma Steffi Mercie Timon Verbeeck | Jacotte Brokken Jill Peeters                                   |                 |
| Podcast                     | Nerdland Maandoverzicht    | Shortlist 22 minuten stomme vragen De Slimste Mens: The Morning After De volksjury Overige genomineerden Achter de schermen Batavia De Aionauten De Universiteit van Vlaanderen DIW Jubilee Geschiedenis voor herbeginners Ik ben 1 op 6 Kinderen van de kerk Lacroix, ik ben gangster Vrolijke vrekken Waar is zuster Gabrielle? Welcome to the AA                 | Kobe Ilsen Guga Baúl                                           |                 |
| Mediapersoonlijkheid        | Fien Germijns              | Shortlist Bart Appeltans Gert Verhulst Pommelien Thijs Overige genomineerden Dina Tersago Erik Van Looy Jeroom Kamal Kharmach Laura Tesoro Soundos El Ahmadi Staf Coppens Tom Waes |                                                                |                 |
| Fictiereeks                 | Knokke Off (VRT MAX/VRT 1) | Shortlist 1985 (VRT 1) Assisen (Play4) Familie (VTM) Overige genomineerden 2dezit (Streamz) Alter Ego (Streamz) Fair Trade (Streamz) Liefdestips aan mezelf (GoPlay/Play4) WtFOCK (GoPlay/Play4) Lisa (VTM) | Isabelle Van Hecke (als Carine) Rik Verheye (als Willy Persyn) |                 |
| Nieuwkomer                  | Boris (Play4)              | Shortlist Bestemming X (VTM) Special Forces: Wie durft wint (VTM) Het verhaal van Vlaanderen (VRT 1) Overige genomineerden Make Up Your Mind (VTM) Gestrand op Honeymoon Island (VTM 2) Shalom Allemaal (Play4) Recht naar de gevangenis (Play4) Celebrity MasterChef (Play4) Dagen zonder broer (VRT 1) Geld gezocht (VRT 1) Interview met de geschiedenis (VRT 1) | Erik Van Looy Manu Van Acker                                   |                 |
| Juryprijzen                 |                            | |                                                                |                 |
| Doorbraak                   | Aaron Blommaert            | — | Benjamin Dalle                                                 |                 |
| Carrièreprijs               | Koen Wauters               | — | Gert Verhulst Danira Boukhriss                                 |                 |
| Impact Award                | Godvergeten                | — | Fatma Taspinar Freek Braeckman                                 |                 |

2022 · 2023 · 2024